# ライアン・リトル
ライアン・リトル（Ryan Little、1971年3月28日 - ）は、カナダの映画監督、撮影監督、プロデューサー。2003年の映画「Saints and Soldiers（邦題：極寒激戦地アルデンヌ 〜西部戦線1944〜）」でよく知られている。作品のジャンルは戦争映画や家庭や家族という文脈の中の子供を主題としたものなど幅広い。カナダ、ブリティッシュ コロンビア州バンクーバー生まれ、1999年にブリガム・ヤング大学を卒業。

## 生い立ち
バンクーバーで生まれたリトルは、常に映画を作りたいという願望を持って成長した。彼の父が8mmフィルム映像を撮影し、いつも息子のリトルに見せたがっていたからである。これをきっかけに、映画への情熱が芽生え、リトルは大人になったら映画を作りたいと思うようになった。
リトルは、ブリガム・ヤング大学に入学するのに3回、映画課程に合格するのにさらに2回の出願が必要だった。リトルはモルモン教徒である。大学在学中に20本以上の短編映画を製作した。

## プロとしてのキャリア
リトルにとって初のプロ映画作品となる「Saints and Soldiers」のアイデアは、ブリガム・ヤング大学時代の宗教学の教授、デニス A. ライトに触発されたものだった。ライトは『Saints at War』（聖人と兵士）という本の共著者で、その本に載せたかったけれども載せられなかったエピソードをリトルに教えてくれた。
リトルはライトが話した退役軍人と接触し、彼らの協力を得て『Saints at War』の物語を書き上げた。第二次世界大戦を舞台にしたこの映画は、マルメディの虐殺の最中に虐殺を逃れた3人の兵士の話である。
リトルの作品の多くに見られる重要な要素のひとつは、宗教家を完全な存在とせず、また、世俗的な人々を完全な悪人ではない存在として描いていることである。
たとえば、『Saints at War』では、ナチスであるにもかかわらず、一部のドイツ人のキャラクターは善良な人々として描かれている。
リトルのその他の作品には、 ABC ファミリー チャンネルのオリジナル コメディー、 Everything You Want 、 Forever Strong (ハイランド ラグビー チームに関する映画)、 Age of the Dragons 、 TNTパイロットのBlank Slate などがある。
「Saints and Soldiers」は、サンダンス スキー リゾート周辺で撮影された。リトルと共同プロデューサーであるアダム・エイベルは、1つか2つ参加できればいいと思いながら、約17の映画祭に申し込んだ。しかし、すべての映画祭に参加できたので、彼らは驚き、1年近く毎月2つの映画祭に参加した。「Saints and Soldiers」はすべての映画祭で最優秀賞を獲得した。
リトルは、オーソン・スコット・カード、アーロン・ジョンストンと共に、BYUtv制作の Extinct のエグゼクティブ・プロデューサーの三人のうちの一人であり、撮影監督も務めている。

## 私生活
リニタ・リトルと結婚しており、2 人の息子がいる。

## 受賞・ノミネート作品
| 年   | 映画                                        | アワード                      | 結果                                  | カテゴリー                                                           |
| ---- | ------------------------------------------- | ----------------------------- | ------------------------------------- | -------------------------------------------------------------------- |
| 1999 | The Last Good War                           | テレビ芸術科学アカデミー財団  | 受賞                                  | 最優秀学生ドラマ映画                                                 |
| 1999 | The Last Good War                           | ハートランド映画祭            | 受賞                                  | ジミー・スチュワート クリスタル ハート メモリアル アワード           |
| 2003 | Saints and Soldiers                         | ハートランド映画祭            | 受賞                                  | クリスタル ハート賞 (アダム アベルと共有)                            |
| 2003 | Saints and Soldiers                         | テメキュラ バレー国際映画祭   | 受賞                                  | ビューアーズ チョイス アワード 最優秀長編映画賞                      |
| 2003 | Saints and Soldiers                         | ビッグベアー レイク国際映画祭 | 受賞                                  | 観客賞 長編映画賞                                                    |
| 2005 | Saints and Soldiers                         | 独立心賞                      | ノミネート                            | 撮影賞                                                               |
| 2005 | Saints and Soldiers                         | 独立心賞                      | Best First Feature (Adam Abel と共有) |                                                                      |
| 2006 | Outlaw Trail: The Treasure of Butch Cassidy | ハートランド映画祭            | 受賞                                  | インディペンデント映画製作者に贈られるクリスタル ハート アワード     |
| 2015 | War Pig                                     | GI映画祭                      | 受賞                                  | Best Action Feature (プロデューサーのSteven LukeとAndre Relisと共有) |

## 演出・制作・監督
- The Last Good War、1999年、演出/制作
- The Wrong Brother、2000年、制作
- Out of Step、2002年、演出
- Freedom on the Water、2002年（ショート）、演出/撮影
- The Singles Ward、2002年、撮影
- Saints and Soldiers、2003年、演出/制作/撮影

（邦題：極寒激戦地アルデンヌ 〜西部戦線1944〜）
- The RM、2003年、撮影
- The Home Teachers、2004年、撮影
- Everything You Want、2005年(TV)、演出
- Outlaw Trail: The Treasure of Butch Cassidy、2006年、演出/制作
- House of Fears、2007年、演出/製作総指揮
- Believe、2007年、撮影
- Blank Slate (TV)、2008年、撮影
- Forever Strong、2008年、演出/制作
- Age of the Dragons、2011年、演出
- Saints and Soldiers: Airborne Creed、2012年、演出/制作/撮影

（邦題：エアボーン・ソルジャーズ）
- Saints and Soldiers: The Void、2014年、演出/ 制作/撮影

（邦題：ザ・フューリー 烈火の戦場）
- War Pig、2015年、演出
- Extinct、2017年、演出